# Will Sawin
Will Sawin est un mathématicien américain, spécialisé entre autres en théorie des nombres, et en géométrie algébrique. 
Il a été Clay Research Fellow au Clay Mathematical Institute. Il soutient son doctorat à Princeton en 2016 intitulé A Tannakian Category and a Horizontal Equidistribution Conjecture for Exponential Sums (traduction : « Une catégorie tannakienne et une conjecture d'équidistribution horizontale pour les sommes exponentielles ») sous la direction de Nick Katz. Will Sawin a trouvé des applications importantes de la cohomologie étale à la théorie des sommes exponentielles sur les corps finis. Il contribue à la communauté mathématique de plusieurs manières, notamment par ses publications régulières sur le site MathOverflow,.
En 2021, Will Sawin reçoit le prix SASTRA Ramanujan en 2021 pour ses contributions au domaine des mathématiques influencé par Srinivasa Ramanujan,. En 2023, Sawin reçoit la bourse Sloan. Il est à ce jour professeur à l'université Columbia.